# Jack Colvin
Jack Colvin, född 13 oktober 1934 i Lyndon, Kansas, USA, död 1 december 2005 i North Hollywood, Kalifornien, var en amerikansk skådespelare. Han är mest känd för rollen som den efterhängsne reportern Jack McGee i TV-serien Hulken.

## Filmografi i urval
- 1972 – Jeremiah Johnson - indiandödaren
- 1973 – Stone Killer
- 1975 – Huka dig Rooster, nu laddar hon om
- 1976 – Embryo
- 1977 – Den otrolige Hulk
- 1977 – 1982 - Hulken (TV-serie)
- 1977 – The Incredible Hulk: Death in the Family
- 1988 – Den onda dockan
- 1988 – Hulkens återkomst